# Nancray
Pour les articles homonymes, voir Nancray (homonymie).
Nancray est une commune française située dans le département du Doubs, la région culturelle et historique de Franche-Comté et la région administrative Bourgogne-Franche-Comté, à 15 km à l'est de Besançon.
Les habitants se nomment les Nancréens et Nancréennes.

## Géographie
Le village est établi au bord du premier plateau au pied du bois de la Côte du Mont qui domine la vallée du Doubs.

### Transport
La commune est desservie par la ligne  81  du réseau de transport en commun Ginko.

### Climat
Pour des articles plus généraux, voir Climat de la Bourgogne-Franche-Comté et Climat du Doubs.
En 2010, le climat de la commune est de type climat de montagne, selon une étude du Centre national de la recherche scientifique s'appuyant sur une série de données couvrant la période 1971-2000. En 2020, Météo-France publie une typologie des climats de la France métropolitaine dans laquelle la commune est exposée à un climat semi-continental et est dans la région climatique  Jura, caractérisée par une forte pluviométrie en toutes saisons (1 000 à 1 500 mm/an), des hivers rigoureux et un ensoleillement médiocre. 
Pour la période 1971-2000, la température annuelle moyenne est de 9,7 °C, avec une amplitude thermique annuelle de 16,9 °C. Le cumul annuel moyen de précipitations est de 1 263 mm, avec 13,9 jours de précipitations en janvier et 10,1 jours en juillet. Pour la période 1991-2020, la température moyenne annuelle observée sur la station météorologique de Météo-France la plus proche, « Pouligney », sur la commune de Pouligney-Lusans à 10 km à vol d'oiseau, est de 10,9 °C et le cumul annuel moyen de précipitations est de 1 214,6 mm. 
La température maximale relevée sur cette station est de 40 °C, atteinte le 25 juillet 2019 ; la température minimale est de −23 °C, atteinte le 20 décembre 2009,,. 
Les paramètres climatiques de la commune ont été estimés pour le milieu du siècle (2041-2070) selon différents scénarios d'émission de gaz à effet de serre à partir des nouvelles projections climatiques de référence DRIAS-2020. Ils sont consultables sur un site dédié publié par Météo-France en novembre 2022.

## Urbanisme

### Typologie
Au 1er janvier 2024, Nancray est catégorisée bourg rural, selon la nouvelle grille communale de densité à 7 niveaux définie par l'Insee en 2022.
Elle est située hors unité urbaine. Par ailleurs la commune fait partie de l'aire d'attraction de Besançon, dont elle est une commune de la couronne,. Cette aire, qui regroupe 310 communes, est catégorisée dans les aires de 200 000 à moins de 700 000 habitants,.

### Occupation des sols
L'occupation des sols de la commune, telle qu'elle ressort de la base de données européenne d’occupation biophysique des sols Corine Land Cover (CLC), est marquée par l'importance des forêts et milieux semi-naturels (50,9 % en 2018), en diminution par rapport à 1990 (51,9 %). La répartition détaillée en 2018 est la suivante : 
forêts (42,8 %), zones agricoles hétérogènes (27,6 %), terres arables (14,2 %), milieux à végétation arbustive et/ou herbacée (8,1 %), zones urbanisées (7,3 %). L'évolution de l’occupation des sols de la commune et de ses infrastructures peut être observée sur les différentes représentations cartographiques du territoire : la carte de Cassini (XVIIIe siècle), la carte d'état-major (1820-1866) et les cartes ou photos aériennes de l'IGN pour la période actuelle (1950 à aujourd'hui).

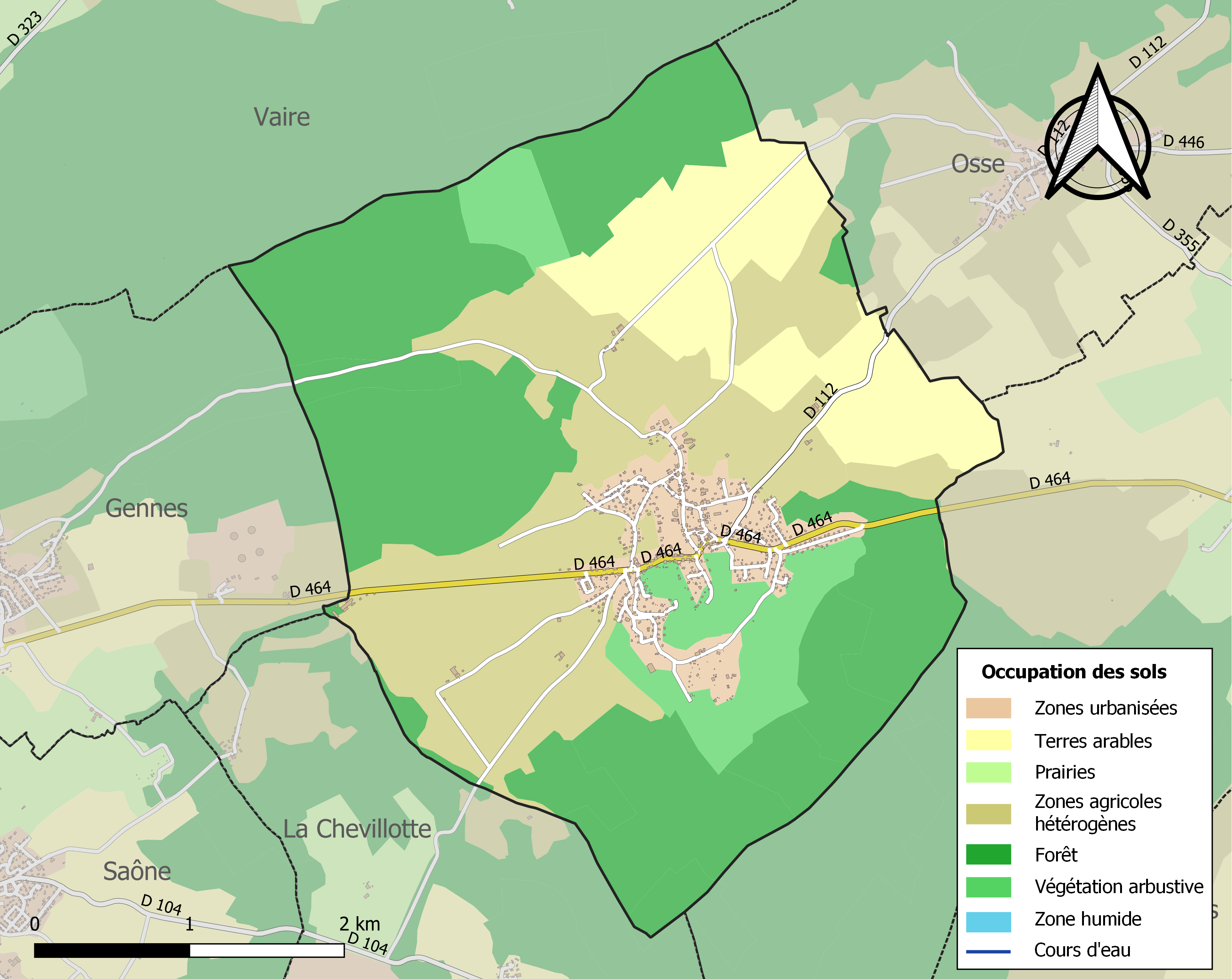
Carte des infrastructures et de l'occupation des sols de la commune en 2018 (CLC).

## Toponymie
Nanchra en 1104 ; Nancra en 1139 ; Nancrai en 1177 ; miles de Nancre yo vers 1200 ; Nancray en 1414.

## Histoire
https://sites.google.com/view/nancray-autrefois/accueil

## Politique et administration
| Période   | Période   | Identité           | Étiquette | Qualité                    |
| --------- | --------- | ------------------ | --------- | -------------------------- |
| mars 2001 | 2014      | Jean-Pierre Martin |           |                            |
| mars 2014 | juin 2020 | Frédéric Salvi     | SE        | Retraité Fonction publique |
| juin 2020 | En cours  | Vincent Fiétier    |           | Professeur                 |

## Démographie
| 1793 | 1800 | 1806 | 1821 | 1831 | 1836 | 1841 | 1846 | 1851 |
| ---- | ---- | ---- | ---- | ---- | ---- | ---- | ---- | ---- |
| 495  | 419  | 466  | 476  | 506  | 511  | 563  | 627  | 641  |

| 1856 | 1861 | 1866 | 1872 | 1876 | 1881 | 1886 | 1891 | 1896 |
| ---- | ---- | ---- | ---- | ---- | ---- | ---- | ---- | ---- |
| 586  | 603  | 544  | 560  | 517  | 549  | 553  | 528  | 527  |

| 1901 | 1906 | 1911 | 1921 | 1926 | 1931 | 1936 | 1946 | 1954 |
| ---- | ---- | ---- | ---- | ---- | ---- | ---- | ---- | ---- |
| 506  | 456  | 465  | 434  | 442  | 416  | 422  | 386  | 413  |

| 1962 | 1968 | 1975 | 1982 | 1990 | 1999  | 2006  | 2011  | 2016  |
| ---- | ---- | ---- | ---- | ---- | ----- | ----- | ----- | ----- |
| 424  | 504  | 588  | 779  | 897  | 1 017 | 1 148 | 1 266 | 1 259 |

| 2021  | 2022  | - | - | - | - | - | - | - |
| ----- | ----- | - | - | - | - | - | - | - |
| 1 286 | 1 300 | - | - | - | - | - | - | - |

## Lieux et monuments
- Musée des Maisons comtoises (écomusée)
- Église Saint-Valère. Construite de 1757 à 1761 selon les plans de l'architecte Jean-Charles Colombot. Le porche couvert avec ses colonnes de fonte a été ajouté à la fin du XIXe siècle[18].
- Sept fontaines
- Musée du Peintre, exposition de150 tableaux postimpressionnistes.

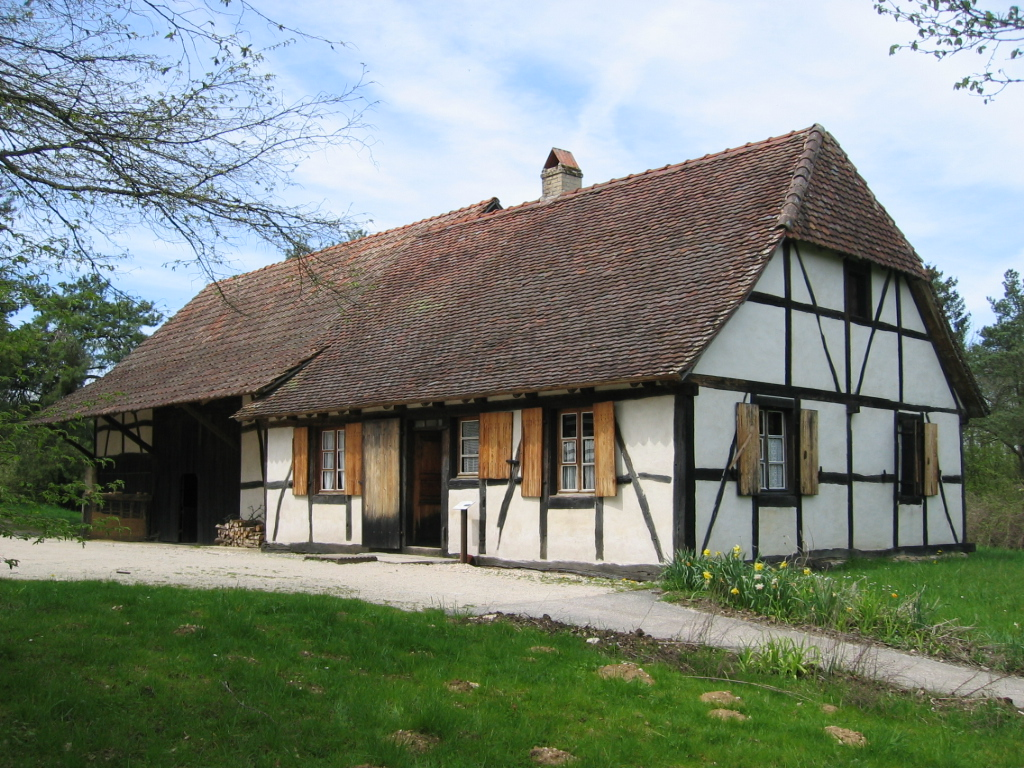
Musée des maisons comtoises.
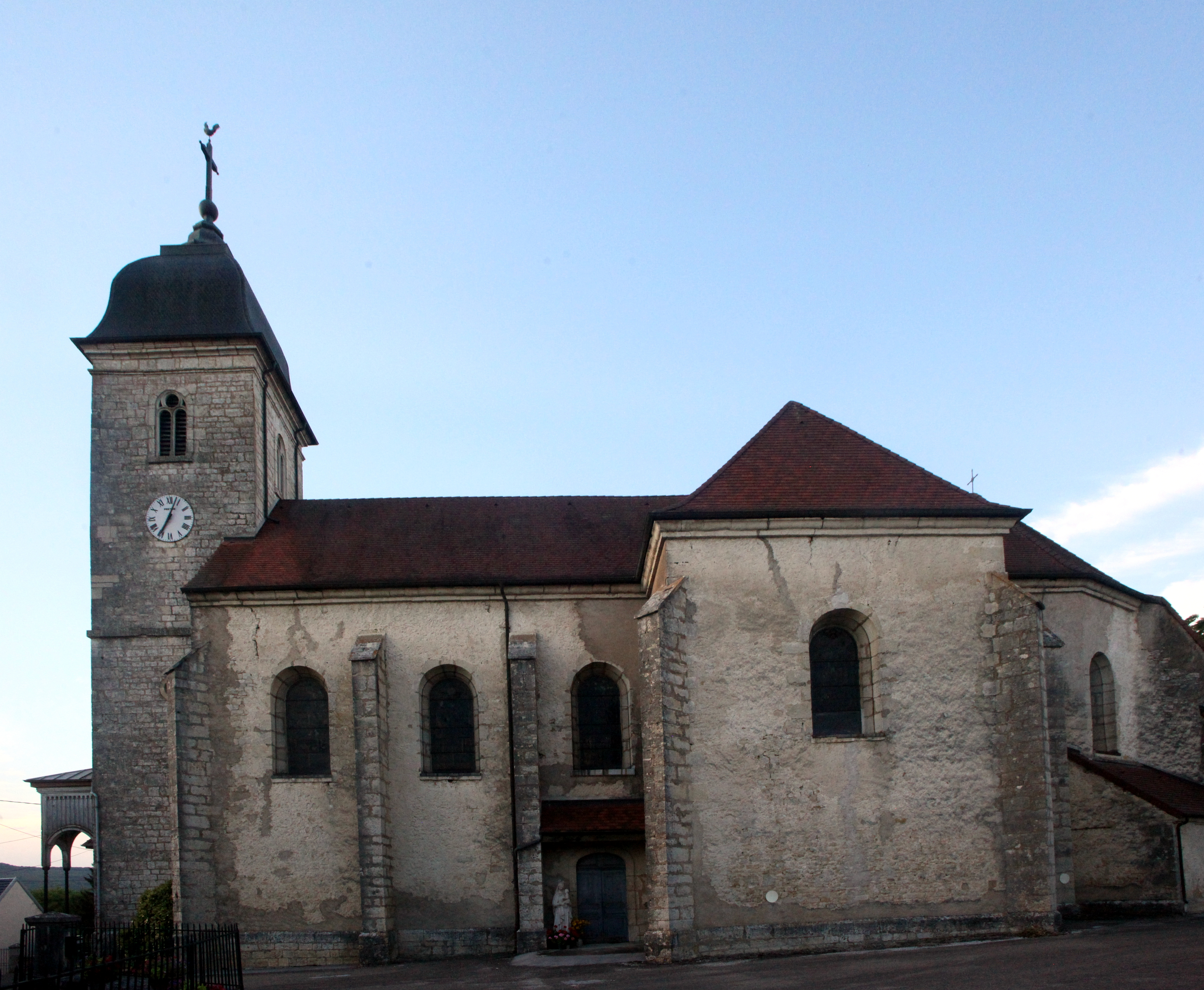
Église.
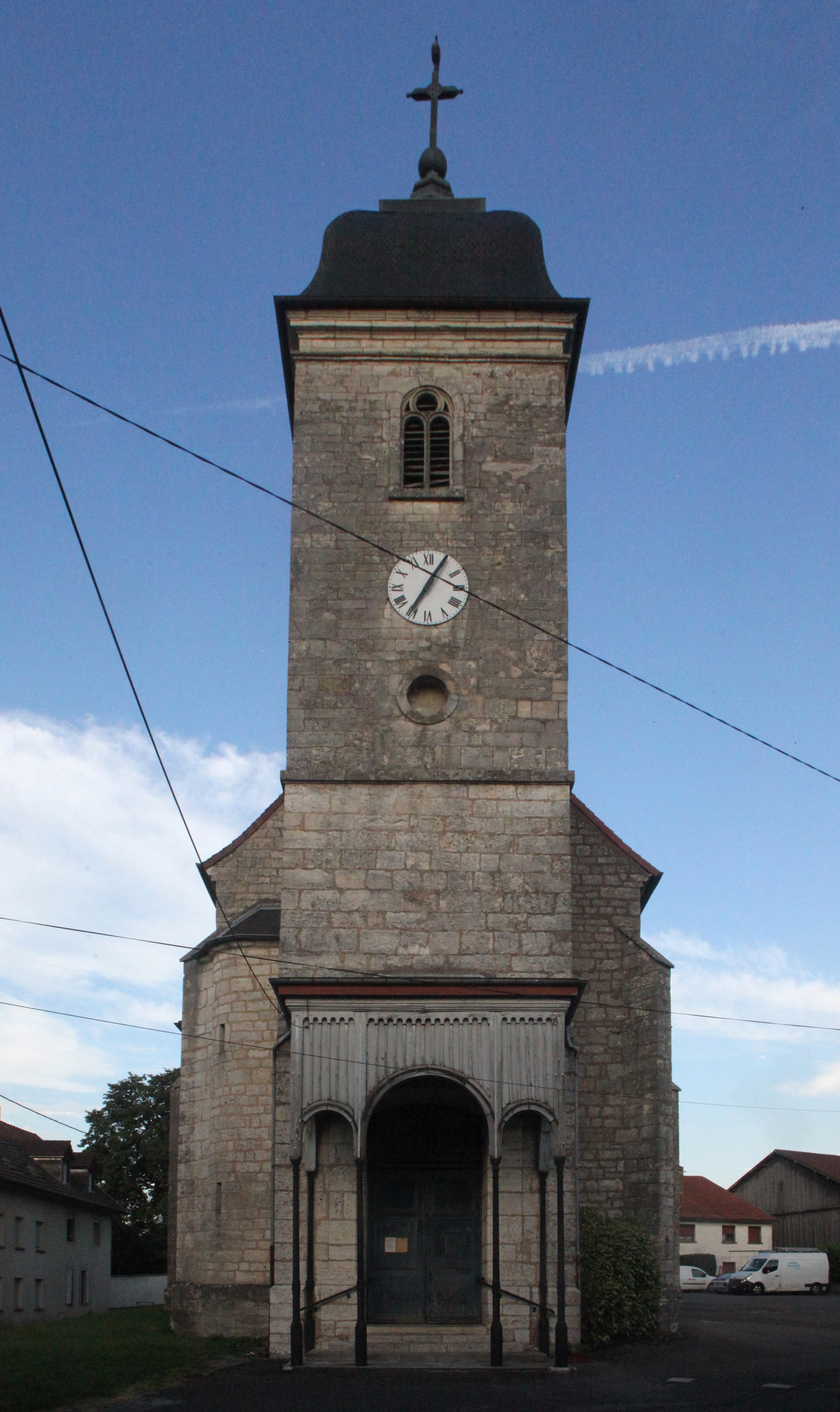
Église.
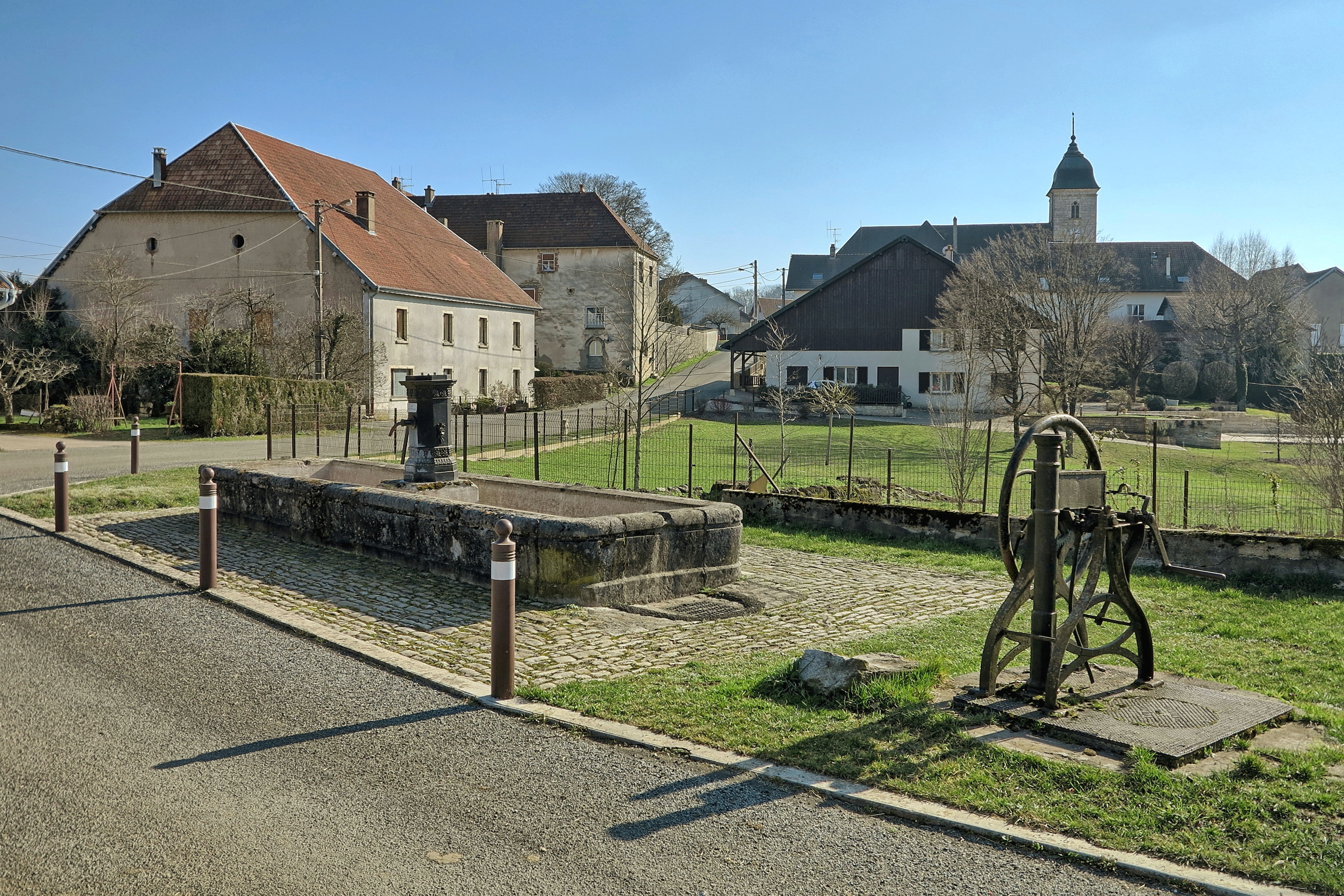
Fontaine-abreuvoir.
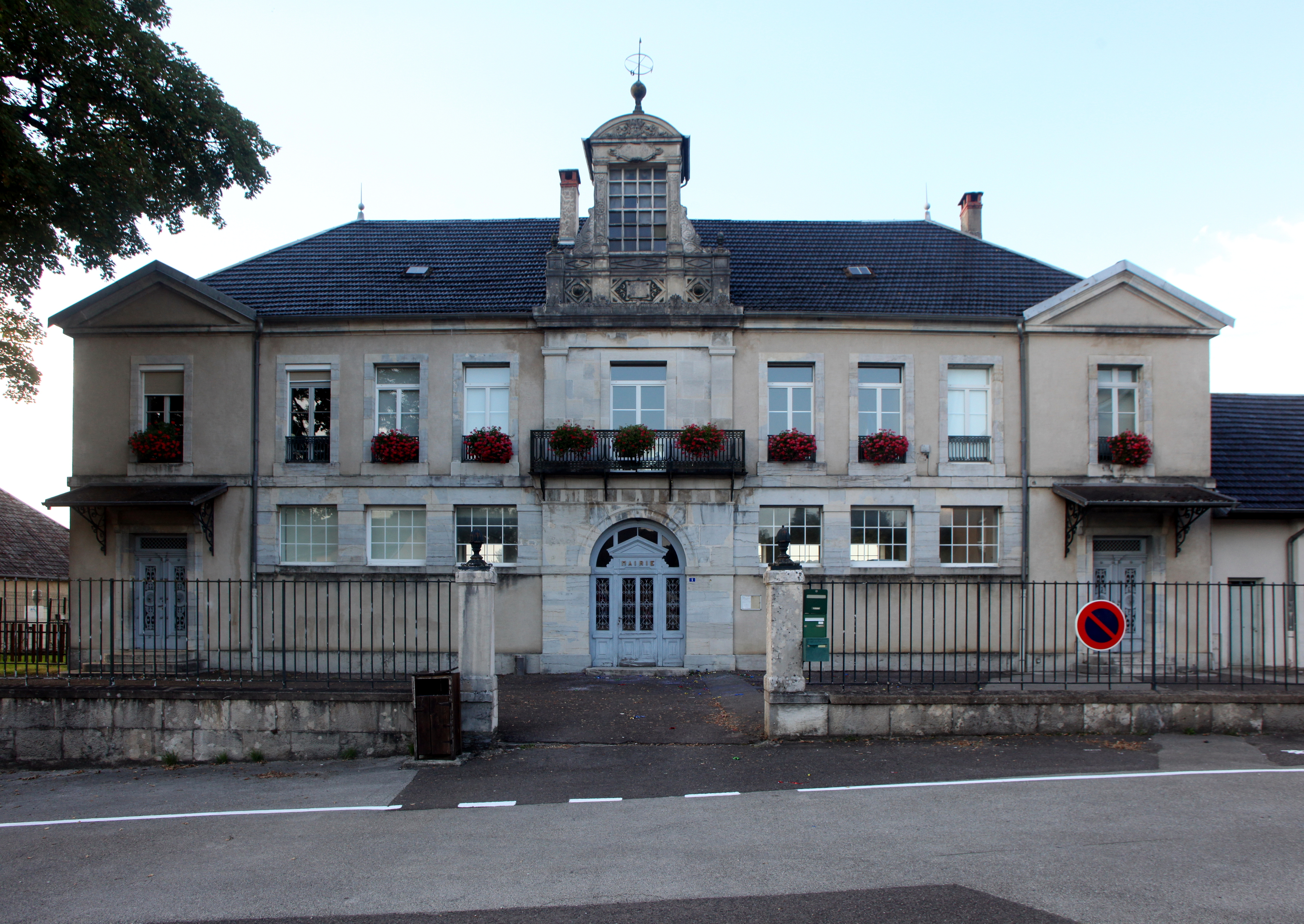
Mairie.
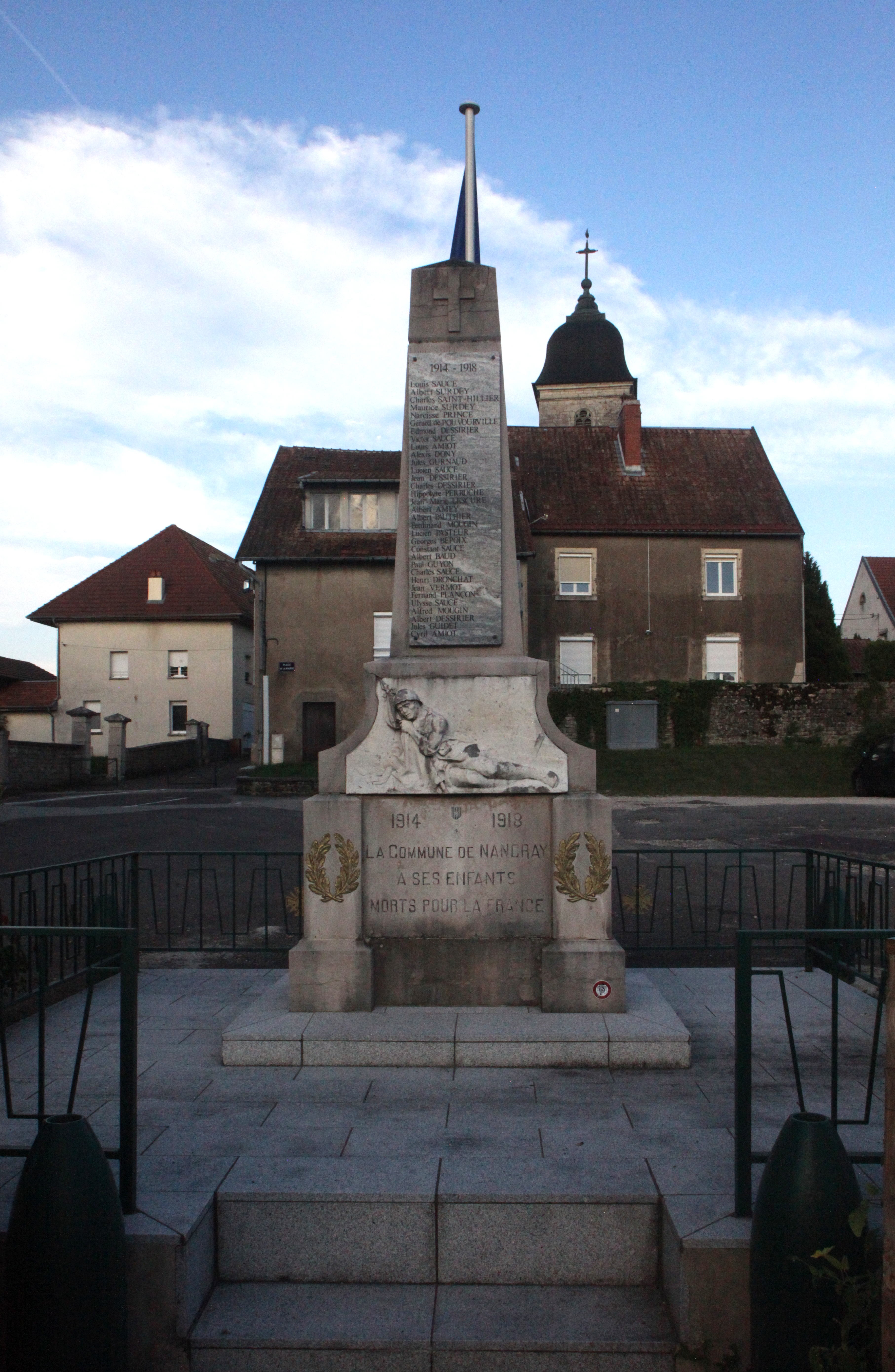
Monument aux morts.